# Liaoning
Il Liaoning è una provincia nord-orientale della Repubblica Popolare Cinese. "Liao" è l'abbreviazione del termine Liaoning ed
anticamente era il nome del territorio attuale della provincia. Liao è anche il nome scelto dalla dinastia Liao (Impero Khitan) che
governò la provincia tra il 907 e il 1125. "Níng" significa tranquillità. Altri nomi storici della provincia del Liaoning sono:
Fengtian e Shengjing.
La provincia del Liaoning è localizzata nella parte meridionale della Cina nord-orientale, indicata spesso con il termine Manciuria.
La provincia confina con il Mar Giallo (baia di Corea) e con il golfo di Bohai a sud, la Corea del Nord a sud-est, la provincia di
Jilin a nord-est, la provincia dell'Hebei a ovest e la Mongolia Interna a nord-ovest.
Il fiume Yalu segna il confine tra la Corea del Nord e le province cinesi dello Jilin e del Liaoning. Il fiume sfocia nella baia
di Corea tra Dandong (Liaoning) e Sinŭiju (Corea del Nord).

## Storia
Il Liaoning è la parte meridionale della regione storicamente conosciuta con il nome Manciuria. La dinastia Qin e la dinastia Han riuscirono a controllare la maggior parte del territorio del Liaoning; successivamente diverse popolazioni come Xianbei, Goguryeo, Kitan e Jurchen governarono il Liaoning. Nel XVII secolo i Manciù stabilirono la loro capitale sul territorio dell'odierna Shenyang e conquistarono il resto della Cina fondando la dinastia Qing (1644). Nella seconda metà del XVII secolo il governo imperiale spinse immigrati dal Shandong a stabilirsi nel Liaoning, territorio scarsamente popolato. Molti degli attuali abitanti della provincia hanno antenati che risalgono ai coloni del XVII secolo. Per il resto dell'era Manciù la Manciuria restò un territorio inaccessibile per i cinesi Han e fu governata da tre generali; uno di questi, il generale del Shengjing, controllò buona parte del moderno Liaoning.
Nel 1860 il governo mancese riaprì all'immigrazione la regione e in breve il gruppo etnico dei cinesi Han divenne il gruppo predominante. Il territorio del Liaoning divenne la provincia del Fengtian nel XX secolo.
Durante la guerra russo-giapponese (1904-1905) diverse battaglie fondamentali furono combattute sul territorio del Liaoning.
La provincia, nell'era dei signori della guerra del primo novecento, venne amministrato dalla Cricca del Fengtian di cui facevano parte Zhang Zuolin e suo figlio Zhang Xueliang.
Il Giappone, invaso il Liaoning nel 1931, creò lo stato fantoccio di Manchukuo per controllare la regione.
La prima grande battaglia (campagna del Liaoshen) della guerra civile cinese venne combattuta nel territorio del Liaoning.
La provincia del Liaoning venne istituita dalle autorità della Repubblica Popolare Cinese nel 1954 unendo le province del Liaodong e del Liaoxi e le municipalità di Shenyang, Luda, Anshan, Fushun e Benxi. Nel 1955 alla provincia si aggiunsero parti dell'ex provincia di Rehe.
Durante la rivoluzione culturale il Liaoning assorbì anche una parte della Mongolia Interna che successivamente ritornò alla regione autonoma mongola.
La provincia del Liaoning è una delle prime province cinesi ad essersi industrializzata durante il XX secolo, a partire dall'occupazione giapponese. La città di Anshan, ad esempio, è ancora oggi sede di uno dei più grandi complessi produttivi di acciaio e ferro dell'intera Repubblica Popolare Cinese. Recentemente la storica industrializzazione è diventata un inconveniente e molte imprese di proprietà statale hanno affrontato difficoltà
economiche. Il governo centrale ha definito un piano per rilanciare l'economia del Liaoning e delle province del nord-est del paese caratterizzate da una tradizione industriale pesante.

## Geografia e clima
La provincia del Liaoning può essere divisa in tre regioni: la regione occidentale delle montagne; la regione centrale delle pianure; la
regione collinare dell'est.
Le montagne occidentali sono dominate dalle Montagne Nulu'erhu che segnano il confine tra il Liaoning e la Mongolia Interna.
Le pianure centrali sono attraversate dai fiumi Liao, Daliao e i loro tributari.
L'area orientale della provincia del Liaoning è caratterizzata dalle catene Changbai Shan e Qian Shan che si estendono fino al mare nella
Penisola del Liaodong. Il Monte Huabozi (1336 metri) è il punto più alto della provincia e appartiene a questa regione orientale.
Il clima del Liaoling è continentale monsonico; le precipitazioni medie variano tra i 440 e i 1130 mm annuali. L'estate è piovosa al contrario
delle altre stagioni caratterizzate da un clima secco.
Le principali città della provincia sono:
- Shenyang
- Dalian
- Anshan
- Liaoyang
- Fushun
- Dandong
- Jinzhou
- Yingkou

## Geografia antropica

### Suddivisioni amministrative
La provincia del Liaoning è suddivisa in 14 città di livello prefettizio:
- Shenyang
- Dalian
- Anshan
- Fushun
- Benxi
- Dandong
- Jinzhou
- Huludao
- Yingkou
- Panjin
- Fuxin
- Liaoyang
- Tieling
- Chaoyang

Le 14 città di livello prefettizio sono suddivise a loro volta in 100 suddivisioni di livello contea: 17 città con status di contea, 19 contee, 8 contee autonome e 56 distretti. Le suddivisioni di livello contea sono divise in 1511 suddivisioni di livello comunale: 613 città, 301 comuni, 77 comuni etnici e 520 sotto-distretti.

## Economia
I principali prodotti agricoli del Liaoning sono: mais, sorgo cinese, soia, cotone e frutta. La regione di Dalian produce i 3/4 delle mele e delle pesche cinesi destinate all'esportazione.
Tra le suddivisioni di livello provinciale della Cina il Liaoning dispone dei maggiori depositi minerali di ferro, magnesio, diamanti e boro. Lungo la costa si produce il sale.
Il Liaoning è una delle più importanti regioni industriali della Repubblica Popolare Cinese. Chimica, elettronica, petrolifera, meccanica e carbonifera sono alcune delle principali attività industriali della provincia.
La città di Dalian negli ultimi anni è diventata un importante porto e snodo commerciale per il nord-est cinese.
Nel 2003 il PIL del Liaoning ammontava a 600,3 miliardi di renminbi; il PIL pro capite corrispondeva a 14.000 renminbi.
Il 18 gennaio 2017, Chen Qi, governatore del Liaoning ha ammesso che i dati economici riguardanti in particolare le entrate fiscali della provincia dal 2011 al 2014 sono stati falsati.

### Turismo
Il Palazzo Imperiale di Shenyang era il palazzo degli imperatori della Dinastia Qing prima che conquistassero il resto della Cina e spostassero la capitale a Pechino. Sebbene il Palazzo Imperiale di Shenyang non sia grande quanto la Città Proibita di Pechino, è comunque un esempio significativo dell'architettura del tempo. Recentemente l'UNESCO ha unito i due palazzi imperiali in un unico sito Patrimonio dell'umanità.
Nel Liaoning si trovano anche tre tombe imperiali del periodo della Dinastia Qing. Queste tombe sono state racchiuse in un unico sito Patrimonio dell'umanità dell'UNESCO con altre tombe della Dinastia Ming (tombe della dinastia Ming a Pechino) e della Dinastia Qing.
Wunu Mountain City a Koguryo (contea autonoma manchu di Huanren) è un altro sito Patrimonio dell'umanità insieme ai siti di Ji'an e Jilin.
La città di Anshan si vanta del Buddha di giada di Anshan, la più grande statua di giada del Buddha nel mondo.
Liaoyang, una delle più antiche città del nord-est cinese, offre diversi siti di interesse storico come la Pagoda Bianca (Baita) che risale alla Dinastia Yuan.
La città portuale di Dalian, sull'estremità della Penisola di Liaodong, è una destinazione turistica moderna dotata di spiagge, alberghi, zoo, attività commerciali, tram e una particolare architettura russa e giapponese.

## Società

### Evoluzione demografica
La popolazione della provincia del Liaoning è costituita prevalentemente da cinesi Han. I principali gruppi etnici sono: Mancesi, Mongoli, Coreani, Hui e Xibe.

## Cultura
La cultura del Liaoning è parte della cultura del nord-est della Repubblica Popolare Cinese ed è definibile come cultura Manciù.
In paleontologia il Liaoning è conosciuto per i suoi straordinari fossili del periodo Cretacico inferiore.